# Saint-Michel-des-Saints
Pour les articles homonymes, voir Saint-Michel.
Saint-Michel-des-Saints (en atikamekw : Matawak) est une municipalité du Québec située dans la MRC de la Matawinie dans Lanaudière, au Québec, au Canada. Au cours de son histoire, l'agriculture, la foresterie et les activités récréotouristiques ont été à la base des activités économiques de la région.

## Histoire
Au milieu du XIXe siècle, l'espace agricole de la plaine du Saint-Laurent est saturé. La population y augmente plus vite que la quantité de terres cultivables. Plusieurs quittent donc le milieu rural pour la ville. Or, les industries des villes de Montréal, Québec et Trois-Rivières ne sont pas en mesure d'absorber toute cette nouvelle main-d'œuvre. Près d'un demi-million de Canadiens-Français choisiront de s'exiler vers la région industrielle du nord-est des États-Unis. Le clergé du Québec s'inquiète de voir cet exode massif. C'est ainsi que l'on entreprend de coloniser le nord québécois. Le retour à la terre est la réponse du clergé à l'exode. À cette époque, le célèbre curé Labelle, sous-ministre à la colonisation, développe la région des Laurentides. Ici, en Matawinie, ce sera l'affaire des curés Provost et Brassard. Chez une partie de l'élite canadienne-française, on caresse le rêve de coloniser tout le nord canadien. C'est la naissance du mythe du nord-québécois.
Le village de Saint-Michel-des-Saints a donc été fondé par le curé Léandre Brassard en 1863. Il avait fait une première excursion, parti le 2 septembre 1862, on se demandera pourquoi si tard dans l'année avec son frère, Louis-Moïse et le curé Provost - celui qui allait fonder Saint-Zénon en 1866. Étaient aussi présents Louis Vézina, Louis Pigeon et Jean-Baptiste Lepage. Ils remontèrent la rivière L'Assomption jusqu'à sa source, puis se lancèrent sur la rivière Cyprès (devenue Matawin depuis) pour se rendre jusqu'au lac des Pins, à un lieu nommé la ferme Guilmour - sans doute une exploitation forestière dont les bâtisses avaient été incendiées à l'été. On décide cependant de revenir camper à la chute Roberval, à 4 minutes seulement du lac des Pins (cette manœuvre semble irréaliste aujourd'hui même pour les meilleurs canotiers). C'est là que le curé Brassard allait fonder son village. Ce sera d'ailleurs la première construction de la petite colonie en 1863, avec une résidence sur le mont Roberval. Les premiers colons agriculteurs suivirent. La première expédition entraînera des coûts de 213$ pour les trois prêtres. Ils étaient de retour à Saint-Alphonse dès le 19 septembre.
Quelques jours plus tard, on retrouve les fondateurs à Québec, où ils obtiennent l'arpentage des terres. Cette opération dans les cantons Brassard et Provost, dirigée par l'arpenteur Dorval de Joliette, débutera dès le 7 décembre de la même année. Léandre Brassard est présent et, le 10 décembre, il place une croix où sera dressée une église, près du mont Roberval. Le lendemain, le premier colon de Saint-Michel-des-Saints arrive avec sa famille. Il s'agit de David St-Antoine, venu de Saint-Gabriel-de-Brandon.
Le 7 mars suivant, le curé Brassard baptise sa colonie du nom de Saint-Michel-des-Saints et qu'il dresse un campanile pour y installer une cloche. Le nom de saint Michel des Saints est celui d'un saint né à Vic, en Espagne, en 1591. On dit qu'à 6 ans, dans sa grande piété, il a quitté la maison pour vivre en ermite dans une caverne pour les souffrances du Christ. À 12 ans, on le retrouve chez les Trinitaîres de Barcelone. Il doit sa renommée à sa grande piété, à sa dévotion et à son sens de la pénitence. Il est mort le 10 avril 1625. C'est parce qu'il avait été canonisé quelques mois avant la fondation de son village que le curé Brassard l'a choisi comme patron de sa nouvelle colonie. Sa canonisation avait eu lieu le 8 juin précédent par le Pape Pie IX. Sa fête se célèbre le 5 juillet.
Dans un autre ordre d'idées, notons qu'au début, le chemin le plus utilisé pour se rendre dans cette colonie était le chemin Desautels, praticable en hiver seulement. Il ne passait pas par la vallée de la rivière du Sauvage et de la rivière Noire (Matawinie), mais rejoignait Saint-Gabriel-de-Brandon via le rang Saint-Joseph actuel. L'année suivante, le curé Provost partira à la recherche d'un nouveau chemin. Dans les Chroniques sur les premiers établissements dans la vallée de la Mantawa du curé Brassard on peut lire ceci:
Bientôt une lettre de M. Provost informe qu'après quatre jours de marche, par monts et par vaux, il a pu localiser un bon chemin dans la direction désirée. Et, le 9 septembre 1863, l'on apprend que le tracé du nouveau chemin a été approuvé par le Gouvernement et que le défrichement est déjà commencé.
Mais si c'est d'agriculture qu'on comptait vivre c'est la forêt qui sera le vrai gagne-pain des gens de la région. Avant la fondation, des compagnies forestières exploitaient déjà les forêts d'ici. La vie de chantier sera celle des hommes de chez nous et l'industrie qui amènera un peu de monnaie dans les poches de ces agriculteurs souvent improvisés. C'est ainsi que la population augmentera rapidement. Toutefois, cette croissance sera due d'abord à l'industrie forestière qui fait vivre les gens d'ici et non à l'Église catholique et des curés Brassard et Provost. Ce rêve était d'ailleurs tel que dès 1863, ils entreprennent des démarches pour construire une route qui relierait le lac Cyprès, donc Saint-Michel-des-Saints, à Sainte-Agathe-des-Monts, l'autre grande région de colonisation développée par le curé Labelle. Ils rêvaient déjà de voir s'ériger d'autres villages de colonisation le long de cette route.

## Géographie

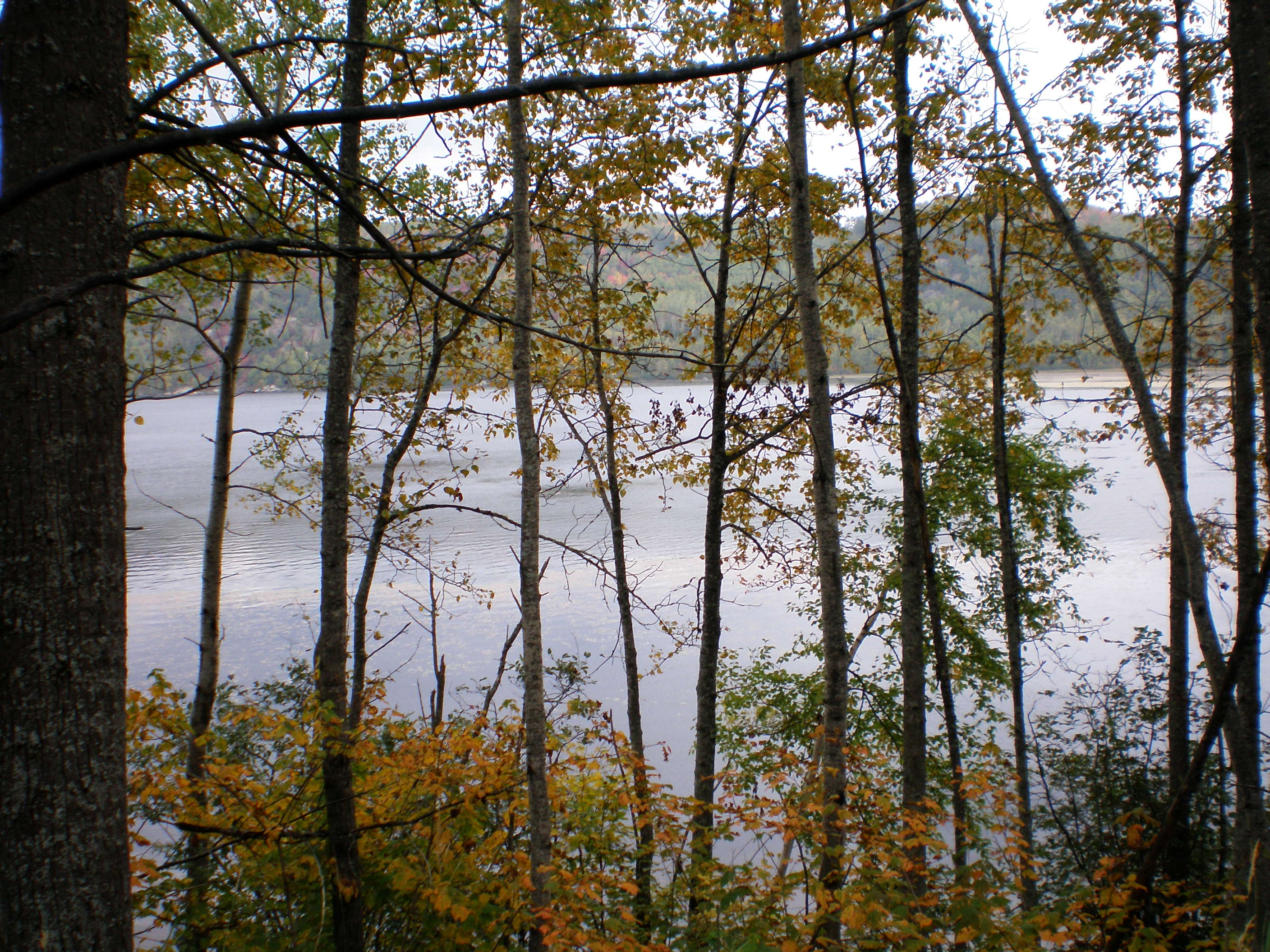
Lac Kaiagamac à l'entrée de la municipalité

Saint-Michel-des-Saints est la plus grande et la plus septentrionale municipalité de la région de Lanaudière (excluant les territoires non organisés en municipalité). Le village est situé à l'extrémité nord de la Route 131 (Québec), le long de la rivière Matawin Ouest, près de l'angle sud-ouest de réservoir Taureau.
La partie sud du parc régional du Lac Taureau est situé au nord de la municipalité.

### Hydrographie
Le réservoir Taureau est un élargissement de la rivière Matawin qui traverse la municipalité du sud-ouest au nord-est
La rivière Sauvage traverse le sud-ouest de la munnicipalité et coule vers le nord jusqu'à sa confluence avec la rivière Matawin au sud du village. À partir de son crénon, dans le nord-ouest, la rivière des Aulnaies coule vers le nord jusqu'à sa confluence avec la rivière du milieu au nord de la limite de la municipalité. Le ruisseau Ignace traverse le sud-est de la municipalité pour se jeter dans la baie Ignace (réservoire Taureau). À partir du lac de la bouteille, dans le sud-est de la municipalité, le ruisseau de la Bouteille coule vers le nord-est pour se jeter dans la baie de la bouteille dans le territoire de Baie-de-la-Bouteille.

## Démographie
Selon le recensement de 2011 (révisé) de Statistique Canada la population de 2 436 individus occupait 1 084 logements parmi ses 1 990 logements au total, un changement de -10,2 % par rapport à 2006. En 2011, avec une superficie de 501,28 km2, la densité de population était de 4,9 individus par km2.
Tendance de la population, :
| 1991  | 1996  | 2001  | 2006  | 2011  | 2016  | 2021  |
| ----- | ----- | ----- | ----- | ----- | ----- | ----- |
| 2 275 | 2 339 | 2 414 | 2 713 | 2 436 | 2 359 | 2 496 |

Langue maternelle :
- l'anglais comme première langue : 1,5 %
- le français comme première langue : 95,7 %
- l'anglais et le français comme première langue : 0,4 %
- toute autre langue comme première langue : 2,4 %

## Administration
Les élections municipales se font en bloc pour le maire et les six conseillers.
| Saint-Michel-des-Saints Maires depuis 2001                                                                           |                       |         |          |
| Élection | Maire                 | Qualité | Résultat |
| 2001 | Jean-Pierre Bellerose |         | Voir     |
| 2005 | Jean-Pierre Bellerose | Voir    |          |
| 2009 | Jean-Pierre Bellerose | Voir    |          |
| 2013 | Réjean Gouin          |         | Voir     |
| 2017 | Réjean Gouin          | Voir    |          |
| 2021 | Réjean Gouin          | Voir    |          |
| Élection partielle en italique Depuis 2005, les élections sont simultanées dans toutes les municipalités québécoises |                       |         |          |

## Tourisme
Les lacs sur le territoire attirent de nombreux vacanciers et propriétaires de chalets d'été. Les forêts de la région sont très prisées pour la chasse, la pêche, les excursions en VTT (ou motoneiges) et le piégeage.

## Aéroport
La municipalité possède un aéroport avec une piste de 3 000 pieds en gravier maintenue par la municipalité elle-même.

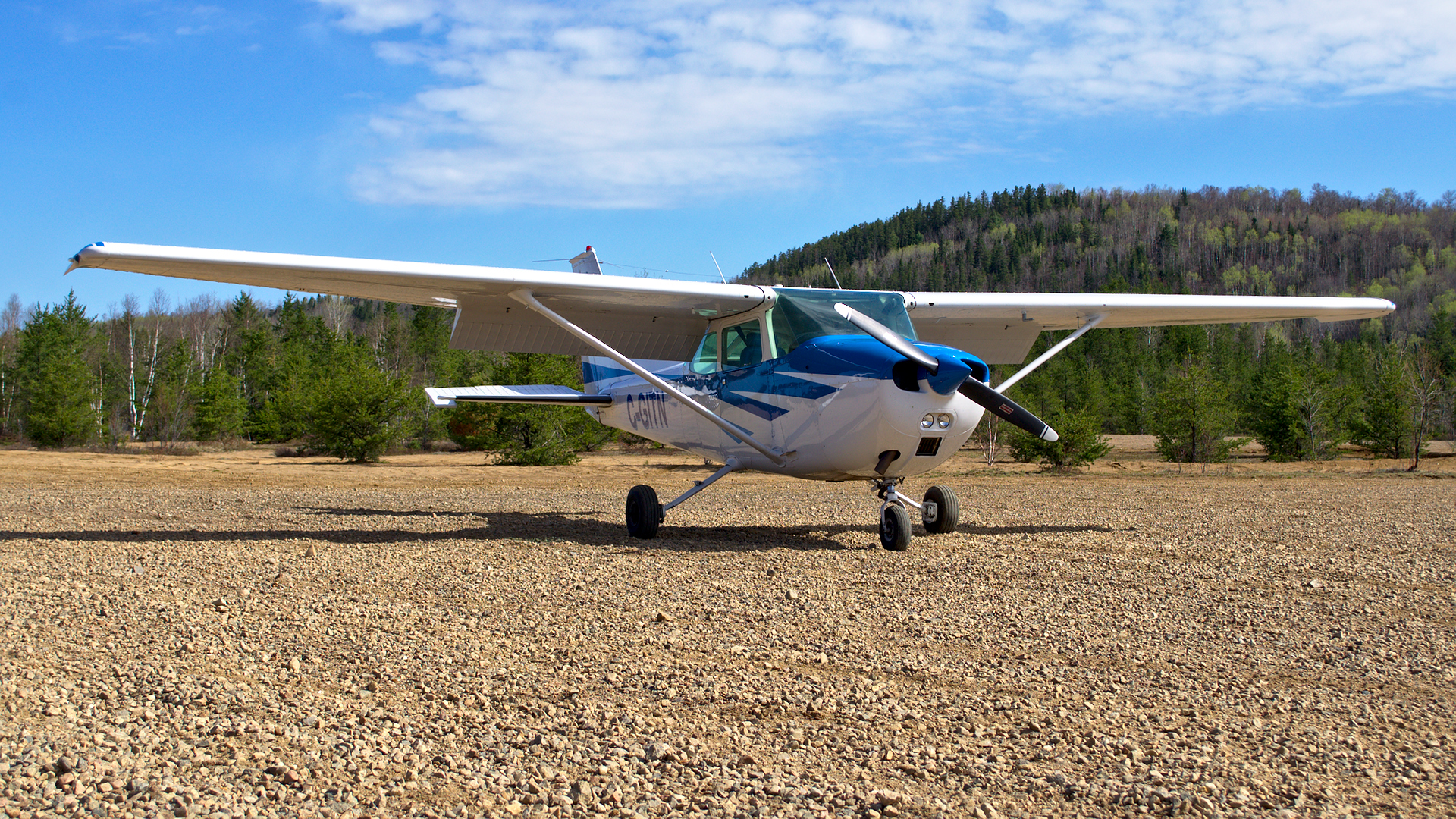
Cessna 172 au sol sur les terrains de l'aéroport at St-Michel-des-Saints

## Éducation
La Commission scolaire des Samares administre les écoles francophones:
- École secondaire des Montagnes
- École Saint-Jean-Baptiste[13]

La Commission scolaire Sir Wilfrid Laurier administre les écoles anglophones secondaires:
- École secondaire Joliette à Joliette[14]

## Projet
Il est question de rouvrir une usine de fabrication de panneaux en 2011.